# La 5

Logo stacji La 5

La 5 – włoska stacja telewizyjna należąca do włoskiej spółki telewizyjnej Mediaset. Wystartowała 12 maja 2010 roku. Program stacji jest skierowany do kobiet. Polskimi odpowiednikami tej stacji są: Polsat Café i TVN Style.